# Anthony Black

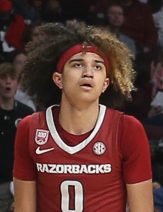
Anthony Black, 2023.

Anthony Black, född 20 januari 2004 i Irving i Texas, är en amerikansk professionell basketspelare (PG) som spelar för Orlando Magic i National Basketball Association (NBA).
Han draftades av Orlando Magic i första rundan i 2023 års draft som sjätte spelare totalt.
Innan Black blev proffs studerade han vid University of Arkansas och spelade för universitetets idrottsförening Arkansas Razorbacks.